# Revenge (2017)
Revenge (Originaltitel: Revenge) ist ein französischer Exploitationfilm der Regisseurin Coralie Fargeat aus dem Jahr 2017. Er stellt ihr Regiedebüt dar. Die Hauptrollen übernahmen Matilda Lutz, Kevin Janssens,  Vincent Colombe und Guillaume Bouchède. Am 10. September 2017 feierte der Film seine Premiere beim Toronto International Film Festival.

## Handlung
Der wohlhabende Richard lässt sich zusammen mit seiner jungen Geliebten Jen vom Helikopter-Piloten Roberto auf ein luxuriöses, abgelegenes Anwesen in der Wüste fliegen, um dort zwei romantische Tage zu verbringen, bevor seine mit ihm befreundeten Jagdpartner Stan und Dimitri für einen gemeinsamen Jagdausflug eintreffen wollen. Nachdem Richard ein Telefonat mit seiner bei den Kindern gebliebenen Frau geführt hat, werden er und Jen damit überrascht, dass Stan und Dimitri bereits einen Tag früher als geplant erscheinen. Richard, der eigentlich kein Aufeinandertreffen seiner Geliebten mit seinen Jagdpartnern vorgesehen hatte, sieht sich genötigt, die drei einander vorzustellen. Sie verbringen einen gemeinsamen Abend am Pool. Als halluzinogene Stoffe auftauchen, die Richard von Roberto zugesteckt bekommen hatte, besteht Richard darauf, dass diese von Jen aufbewahrt werden, um ein Unglück durch die in der Nähe gelagerten Jagdwaffen zu vermeiden. Im Rausch der von Alkohol geprägten Stimmung bittet Jen ihren Liebhaber Richard, mit ihr zu tanzen. Dieser lehnt ab und so lässt sich Jen zu einer lasziven Tanzeinlage mit Stan hinreißen.
Am nächsten Morgen hat Dimitri mit den Folgen seines nächtlichen übermäßigen Alkoholkonsums zu kämpfen, Richard befindet sich auf dem Weg zur Verwaltung, um die Jagdgenehmigungen für die drei Männer einzuholen, und Stan wartet auf Jen am Frühstückstisch. Zunächst versucht Stan die junge Frau mit Worten zu verführen, steigert sich dann aber in ein aufdringliches bis schließlich aggressives Verhalten hinein und vergewaltigt letztlich Jen. Dimitri, der die beiden im Schlafzimmer überrascht, schreitet nicht ein. Als Richard zurückkehrt, versucht er, Jen zu beschwichtigen, die Geschehnisse nicht weiter zu thematisieren, und bietet ihr Geld, damit sie in Kanada ein neues Leben beginnen möge. Jen verlangt von Richard, dass er ihr unverzüglich den Helikopter rufen möge, damit sie nach Hause geflogen werden kann, und droht ihm, andernfalls seiner Frau von ihrer Affäre zu berichten. Als Richard sich weigert und sie schlägt, ergreift Jen zu Fuß die Flucht. Die drei Männer verfolgen sie in die Wüste, bis es ihnen gelingt, sie am Rande einer Felsklippe zu stellen. Dort gibt Richard vor, ihr den Helikopter rufen zu wollen, stößt sie aber stattdessen in den Abgrund. Als die drei Männer den Blick in die Tiefe wagen, erblicken sie den auf einem Baumstumpf aufgespießten Körper ihres Opfers. Sie beschließen zur Villa zurückzukehren, Ausrüstung und Fahrzeuge zu holen und Jen zu verscharren.
Jen erlangt das Bewusstsein wieder und es gelingt ihr, sich unter Schmerzen vom Baum zu befreien. Mit einem Ast, der ihren Körper durchbohrt, versteckt sie sich vor ihren Peinigern, bevor sie schließlich in der einsetzenden Dämmerung die Flucht ergreift. Die Männer folgen ihrer Blutspur durch die Wüste, bis sie sich schließlich am Rande eines Gewässers verliert. Sie entscheiden sich, getrennt voneinander die Suche fortzusetzen. Jen kann Dimitri allein stellen und versucht ihn zu überwältigen, wird von ihm jedoch ins Wasser gezogen und droht, ertränkt zu werden. Es gelingt ihr, das Jagdmesser aus seinem Gürtel zu lösen und ihn mit einem Stich durchs Auge zu töten. Sie lässt ihn im Wasser zurück, nimmt seine Schusswaffen sowie seine Ausrüstung an sich und versteckt sich über Nacht in einer Höhle. Den Versuch, sich von dem noch immer in ihrem Körper befindlichen Ast zu befreien, muss sie zunächst aufgrund der Schmerzen abbrechen. Dann erinnert sie sich, dass sie die halluzinogenen Stoffe noch bei sich führt, nimmt diese ein, um die Schmerzen zu betäuben, und entfernt den Ast. Um die Wunde zu verschließen, erhitzt sie das Blech einer Bierdose über ihrem Lagerfeuer und drückt es fest auf ihre Bauchdecke, bis sie in Ohnmacht fällt. Nachdem sie aus einer Serie von Albträumen erwacht, erkennt sie, dass sie die Blutung stoppen konnte und sich nun das auf der Dose befindliche Bild, ein Phönix, als Brandzeichen auf ihren Bauch übertragen hat. Sie verlässt bewaffnet die Höhle, um die beiden verbliebenen Männer zu töten.
Am Morgen geht Stan zum Gewässer, um sich zu waschen, und ist entsetzt, das aufgequollene Gesicht von Dimitris Leiche zu erblicken. Richard und Stan trennen sich erneut, um mit zwei Fahrzeugen in den Bergen nach Jen zu suchen. Stan wird von Jen überrascht, als er seinen SUV mit dem Reservekanister betankt. Er wird von ihr angeschossen und ergreift die Flucht. Nach einer blutigen Verfolgung versucht Stan, der zwischenzeitlich zum Fahrzeug zurückgekehrt ist, Jen mit dem SUV zu überfahren, wird aber von ihr mit einem Kopfschuss durch die Windschutzscheibe getötet.
Mit dem SUV macht sich Jen auf den Weg zur Villa. Auch Richard ist auf dem Wege dahin, da er Stan nicht mehr per Funk erreichen kann und daher Roberto zur sofortigen Abholung kontaktiert hat. Unter der Dusche stehend hört er ein Geräusch und macht sich nackt mit seinem Gewehr auf die Suche nach Jen. Im Wohnzimmer wird er von Jen gestellt, sucht Schutz hinter der Couch, wird aber von ihr mit einem Bauchschuss getroffen. Die beiden jagen sich durch die Villa, die im Zuge dieser Jagd über und über mit Blut beschmiert wird. Zwar gelingt es Richard, sie zu überwältigen, doch Jen rammt ihm ihre Hand in die Bauchwunde, entkommt ein letztes Mal, bevor sie Richard erschießt.
Jen ist blutüberströmt, als sie im Garten entlang des Pools läuft und den herannahenden Helikopter hört.

## Produktion
Der Film wurde in Marokko gedreht. Er weist mit fünf Darstellern einen ungewöhnlich kleine Anzahl Rollen auf.
Er wurde u. a. beim Toronto International Film Festival, dem Torino Film Festival, dem Sundance Film Festival und dem Göteborg International Film Festival gezeigt. Am 7. Februar 2018 lief der Film in Frankreich in den Kinos an. In Deutschland wurde er am 21. April 2018 beim Fantasy Filmfest gezeigt. Am 23. August 2018 folgte die Veröffentlichung auf DVD in Deutschland.
Das Budget der Produktion wird auf drei Millionen US-Dollar geschätzt. In den Vereinigten Staaten und Kanada wurden gut 102.000 US-Dollar eingespielt, davon knapp 46.000 US-Dollar am Eröffnungswochenende. Das weltweite Einspielergebnis belief sich auf gut 938.000 US-Dollar.

## Rezeption
Christoph Petersen von Filmstarts verglich Revenge mit Paul Verhoevens Film Elle und hob dabei hervor, es mache „das Ansehen des mega-stylischen Rache-Thrillers auf jeden Fall noch reizvoller, wenn man dabei im Hinterkopf behält, dass die blutig-brutale Wüstenhatz von einer Frau inszeniert und geschrieben wurde“. Der Film sei „als konsequent-abgefuckter Reißer in sonniger Luxuskulisse von Anfang bis Ende grandios unterhaltsam“, stelle zugleich aber die „Weiterentwicklung eines längst ausgelutscht und aussortiert geglaubten Genres“ dar, „denn am Ende ist es alles andere als offensichtlich, wo die üblichen Pfade des Genres aufhören und wo der (Meta-)Kommentar der Regisseurin und Autorin auf die gängigen Rape-&-Revenge-Klischees anfängt“. In der „konsequent-heftigen“ und „aufgrund seiner unfassbaren Derbheit auch absurd-schwarzhumorigen“ Produktion stellt die weibliche Hauptrolle entgegen ihrer ersten Szene in „Schulmädchen-Playboy-Pose“ jedoch „eben nicht wie in dieser Konstellation üblich das dümmliche Anhängsel eines schleimig-schmierigen Geldsacks“ dar. Lutz ist „eine Wucht als Badass-Variante von Lara Croft mit einem Schuss von Charlize Therons Wüsten-Amazone aus ‚Mad Max: Fury Road‘“. Da der Film „extrem, stylisch, spaßig“ sei, „ein Rape-&-Revenge-Reißer, der genügend Genre- und Geschlechter-Klischees durcheinanderwirbelt, um auch Nicht-Hardcore-Gorefans abgefuckt-unterhaltsame 108 Minuten zu bescheren“, vergab Petersen vier von fünf möglichen Punkten.
Die Redaktion der Cinema sah die „famose“ Matilda Lutz auf einem „Rachefeldzug der besonders blutigen Art“. „In ihrem megastylishen Rachethriller“ liefert Coralie Fargeat den „wohl blutigsten Beitrag zur #MeToo-Debatte“, in dem sie „gewohnte Geschlechterklischees auf den Kopf stellt“ und zugleich die „Gewalt dermaßen überzogen“ darstellt, ohne sich dabei „allzu ernst nehmen“ zu müssen. Dem „Over-the-top-Reißer“, der „cool, knallbunt und extrem blutig“ sei, vergab die Redaktion fünf von möglichen fünf Punkten.
Die Redaktion des Moviepilots vergab für die „schmerzhafte Lektion“, die „Mitten im Nirgendwo“ durch die „verheerende Abfolge von Ereignissen“ ausgelöst wird, 6,3 von möglichen 10 Punkten.

## Synchronisation
Die deutschsprachige Synchronisation entstand durch Think Global Media nach einem Dialogbuch von Christoph Krix, der auch die Dialogregie führte.
| Rolle   | Darsteller         | Synchronsprecher |
| ------- | ------------------ | ---------------- |
| Jen     | Matilda Lutz       | Maria Hönig      |
| Richard | Kevin Janssens     | Florian Hoffmann |
| Stan    | Vincent Colombe    | Peter Flechtner  |
| Dimitri | Guillaume Bouchède | Christian Intorp |

## Auszeichnungen
Coralie Fargeat wurde 2017 beim Sitges Festival Internacional de Cinema Fantàstic de Catalunya als beste Regisseurin ausgezeichnet. Beim Calgary Underground Film Festival wurde sie 2018 mit dem Jury Award in der Kategorie „Best Narrative Feature“ ausgezeichnet. Beim Bucheon International Fantastic Film Festival erhielt sie im selben Jahr den Bucheon Choice Award in der Kategorie „Best Feature Film“. Im Jahr 2019 wurde sie bei den CinEuphorie Awards in der Kategorie „Top Ten of the Year“ mit dem Audience Award ausgezeichnet, während Laetitia Quillery die Auszeichnung „Best Make-Up – International Competition“ erhielt.